# MSV Zeemacht

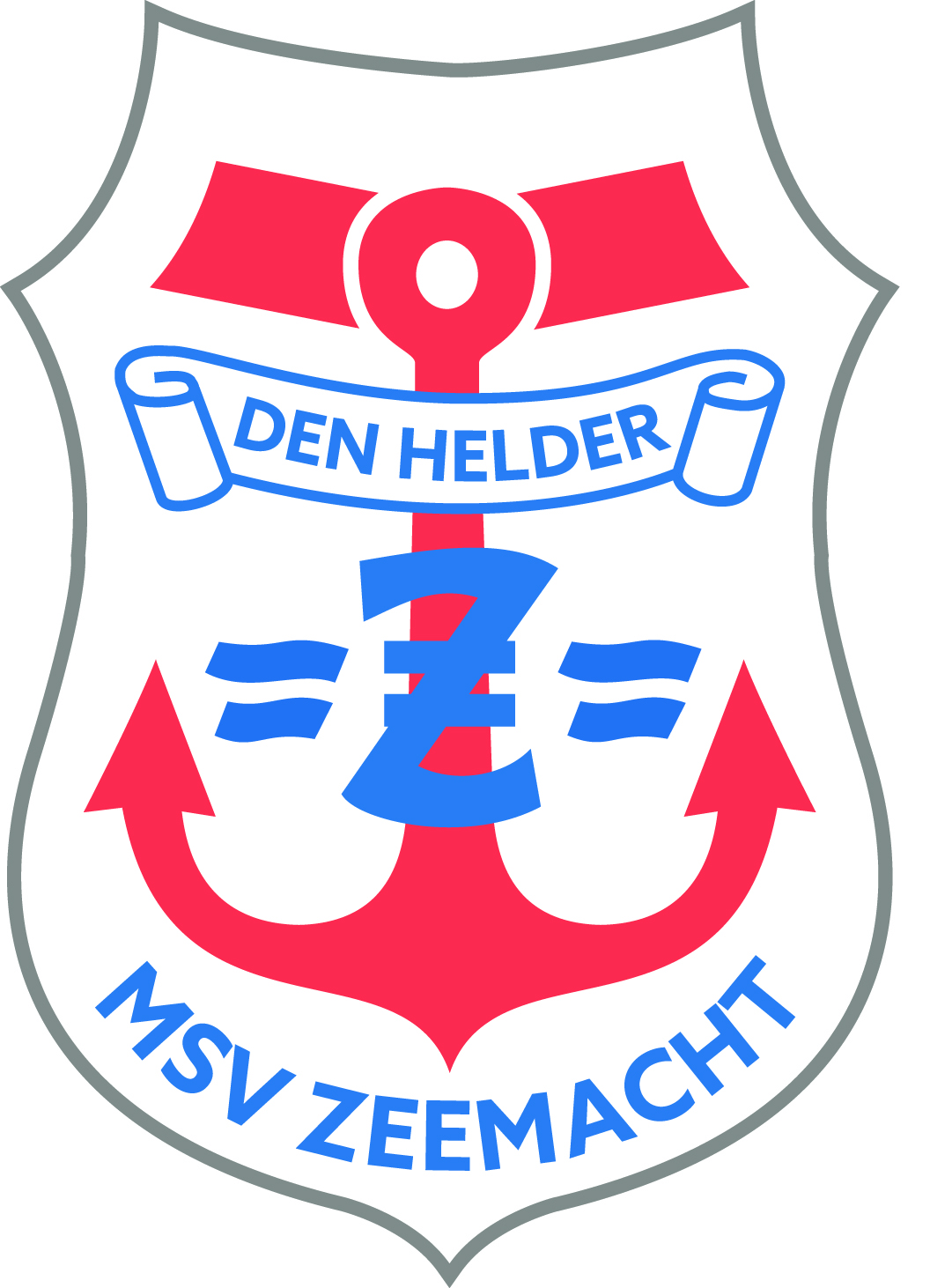
Clubembleem

MSV Zeemacht (Marine Sport Vereniging Zeemacht) is een omnisportvereniging uit Den Helder, Noord-Holland, Nederland.

## Algemeen
De vereniging werd op 1 januari 1917 opgericht als de sportclub voor strijdkrachten van de Koninklijke Marine. De aanleiding voor het oprichten van de vereniging waren atletiekwedstrijden in Amsterdam voor personeel van de land-en zeemacht. Hierdoor ontstond bij het marinepersoneel de behoefte om een sportvereniging in Den Helder op te richten, met het doel om in de toekomst betere resultaten neer te kunnen zetten. De clubkleuren zijn rood (shirt), wit (broek) en blauw (kousen).
In 1969 werd Sporthal de Brug, in de Helderse wijk De Schooten, geopend. Destijds was Zeemacht de enige vereniging met een eigen sporthal in Nederland. Hedendaags is de club nog steeds de eigenaar en wordt de sporthal gebruikt door verschillende onderdelen van de club. De naam: 'De Brug' verwijst naar het openstellen van de vereniging voor niet-marinepersoneel, de club moest een brug vormen tussen de Marine en de burgerbevolking.

### Sporten
Sporten die bij Zeemacht beoefend kunnen worden zijn badminton, basketbal, boksen, jiu-jitsu, judo, karate, schoonspringen, tennis, voetbal, waterpolo, zaalvoetbal en zwemmen. In het verleden behoorden ook cricket en schermen tot de mogelijkheden. Met verschillende sporten heeft Zeemacht in het verleden (inter) nationale successen behaald of op het hoogste niveau gespeeld. De club heeft zelfs enkele winnaars van Olympische medailles voortgebracht.

### Activiteiten
Naast de sporten zijn er activiteiten voor biljarten, volleybal, leszwemmen, sport en spel voor 55+ en telt de club een vrouwenkoor.

## Zaalvoetbal
Begin jaren 60 is de club begonnen met zaalvoetbal en mag zich daarmee officieel de oudste club van Nederland noemen.

### Mannen
In het seizoen 2006/07 werd voor het eerst de Eredivisie bereikt. Dit was voor een seizoen. Op 25 mei 2007 werd bekend gemaakt dat TZV Den Helder zich bij Zeemacht aansloot. Dit had als gevolg dat het 2e team van Zeemacht maar een niveau lager speelde dan het eerste team, het kwam in het seizoen 2007/08 uit in de Hoofdklasse. In het seizoen 2010/11 speelde Zeemacht weer op het hoogste niveau in de Eredivsie, waaruit het in 2018/19 weer degradeerde. Vanaf het seizoen 2019/20 wordt er weer in de Eerste divisie gespeeld.

### Vrouwen
Van de vrouwenafdeling in het zaalvoetbal komt het eerste team vanaf het seizoen 2020/21 uit op het hoogste niveau in de Eredivisie Vrouwen Zaalvoetbal. De overige selecties komen uit op regionaal niveau.